# Station Boelare
Station Boelare is een voormalige spoorweghalte langs de oude spoorlijn 58 (Gent - Brugge) bij de Boelare (straatnaam) in de stad Eeklo. De stopplaats werd ook soms 'Station Boelaartstraat' genoemd, inmiddels bestaat 'Boelaartstraat' niet meer als straatnaam, het is 'Boelare' geworden.
De stopplaats is gesloten samen met de stopzetting van het reizigersverkeer op 16 februari 1959. De spoorlijn wordt nog steeds uitgebaat door het Stoomcentrum Maldegem als museumspoorlijn, maar van de stopplaats zijn er geen sporen meer in het landschap.
0,0: Gent-Sint-Pieters ·
1,3: Gentbrugge-Zuid ·
2,0: Gentbrugge ·
3,1: Gent-Heirnis ·
4,0: Gent-Dampoort ·
6,1: Gent-Muide ·
8,4: Wondelgem ·
9,1: Molenheide ·
10,9: Evergem ·
14,0: Sleidinge ·
16,0: Eeksken ·
17,8: Arisdonk ·
18,8: Waarschoot ·
22,7: Eeklo ·
23,9: Boelare ·
27,8: Balgerhoeke ·
29,9: Adegem ·
32,7: Maldegem ·
37,1: Donk ·
41,6: Sijsele ·
45,7: Assebroek ·
48,3: Steenbrugge ·
51,4: Brugge